# Agencia Antidopaje de Estados Unidos
La agencia antidopaje de Estados Unidos (United States Anti-Doping Agency en inglés,  ) conocida también como USADA es una organización sin ánimo de lucro estadounidense para luchar contra el dopaje en los Estados Unidos. La organización es responsable de gestionar el programa antidopaje de Estados Unidos en los Juegos Olímpicos, Paralímpicos, Panamericanos y Parapanamericanos. 
Sus trabajos incluyen pruebas en competición y fuera de competición, la gestión de los resultados y el proceso de arbitraje, el suministro de fármacos de referencia, el uso de un proceso de exención terapéutica, varias iniciativas de investigación científica y la educación y sensibilización de los atletas. USADA tiene su sede en Colorado Springs, en el estado de Colorado.
USADA es signataria y es responsable de la ejecutar en Estados Unidos del «Código antidopaje mundial», considerado como la base de los programas antidopaje más fuertes y más duros del deporte.
Aunque la agencia no sea una entidad pública es sin embargo financiada en parte por una subvención federal a través de la ONDCP (Oficina de Política Nacional de Control de Drogas); el presupuesto restante es generado por los contratos de servicios antidopaje de las organizaciones deportivas, incluyendo el Comité Olímpico Estadounidense (USOC). Los Estados Unidos también han ratificado la Convención internacional de la UNESCO, el primer tratado mundial contra el dopaje en el deporte.